# RotFront
RotFront is een muziekgroep uit Berlijn. De groep mengt ska, reggae, dancehall en hiphop met klezmer en polka. 
De groep wordt opgericht in 2003 als Emigrantski Raggamuffin Kollektiv RotFront door de Oekraïner Yuriy Gurzhy en de Hongaar Simon Wahorn. De overige zeven vaste bandleden komen uit Australië, Duitsland, Hongarije, Oekraïne en de Verenigde Staten. Bij concerten kan het aantal muzikanten oplopen tot vijftien. De groep trad onder andere op op Lowlands 2007 en op Sziget-festival maar heeft geen platencontract.